# Avenue Jean-Jaurès (Gentilly)
Pour les articles homonymes, voir Avenue Jean-Jaurès.
L`avenue Jean-Jaurès est une voie de circulation se trouvant à Gentilly dans le Val-de-Marne.

## Situation et accès
Orientée du nord-ouest au sud-est, cette avenue croise tout d'abord la rue Charles-Frérot puis franchit l'ancien cours de la Bièvre, à un endroit où se trouvait autrefois un pont,. Le lit de la rivière est aujourd'hui couvert et aménagé en promenade piétonnière jusqu'à l'avenue de la République.
Elle passe ensuite l'avenue Raspail, puis traverse le quartier de la Dame-Blanche. Elle se termine à la rue Gabriel-Péri sous laquelle passe le tunnel de Bicêtre.

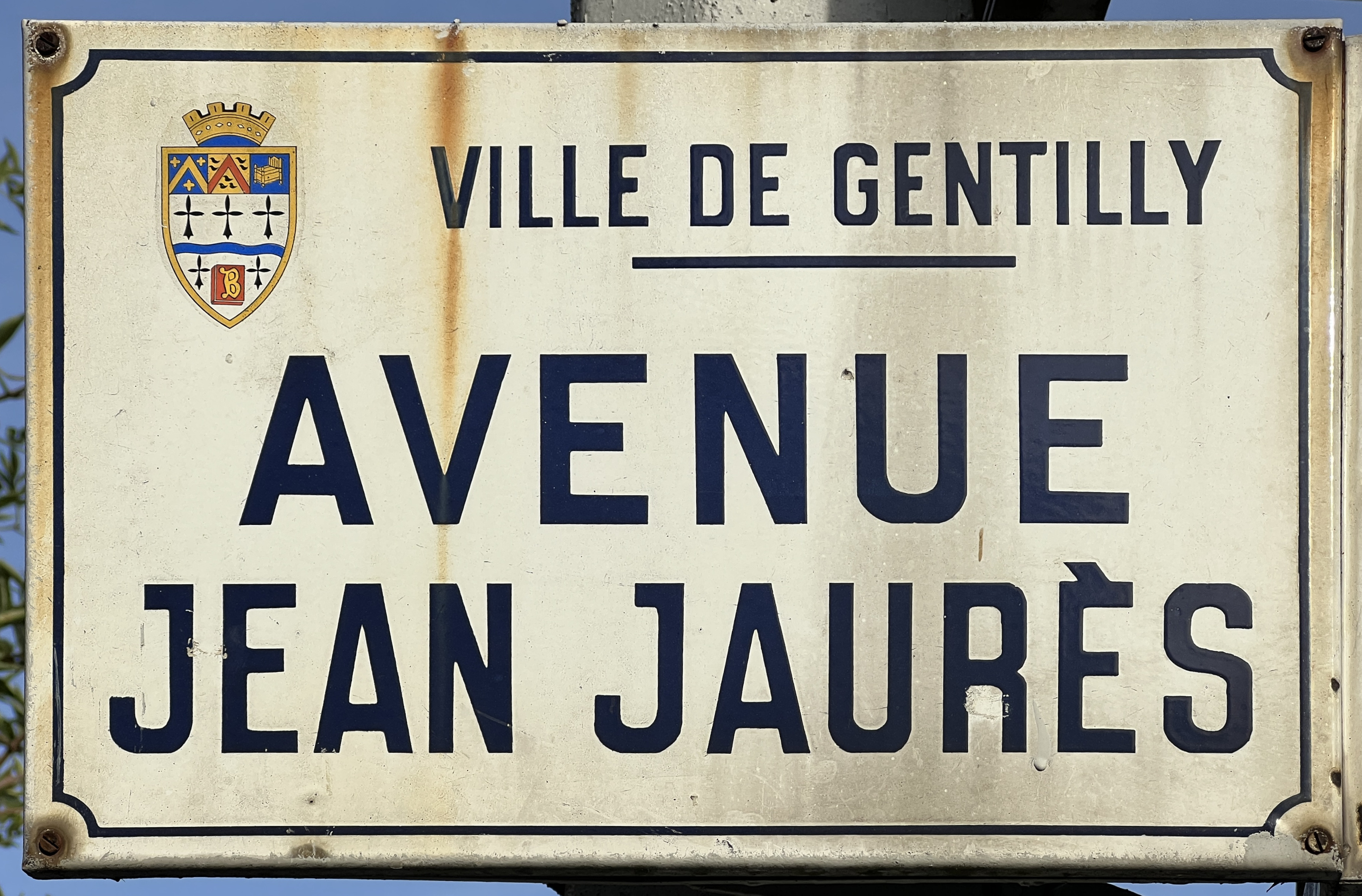
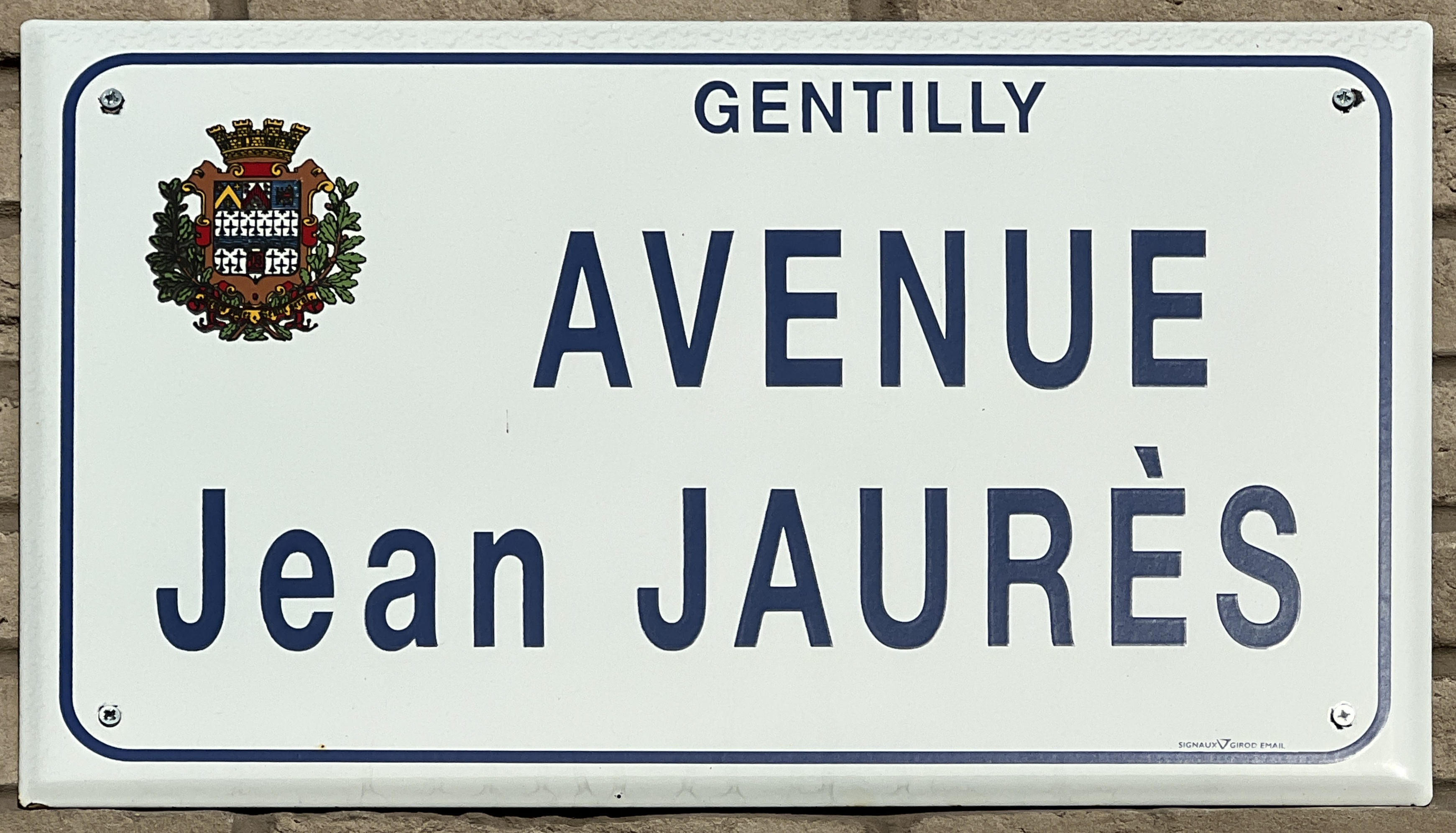

## Origine du nom
Elle rend hommage à l'homme politique français Jean Jaurès (1859-1914).

## Historique
Cette voie de circulation s'appelait autrefois rue des Écoles.

## Bâtiments remarquables et lieux de mémoire
- Hôtel de ville de Gentilly.
- Lotissement des Anciens Combattants, datant des années 1930, recensé à l'inventaire général du patrimoine culturel[4].
- Square Croizat.